# مولکول دوحلقه‌ای

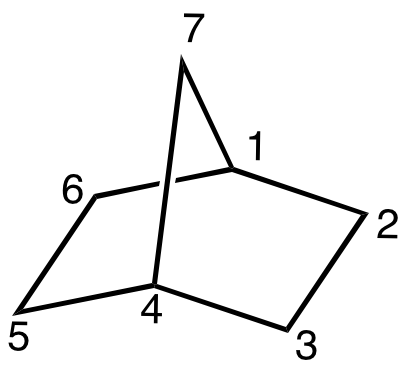
ترکیب دوحلقه‌ای پل‌دار نوربورنان، که به طور رسمی بایسیکلو[۲.۲.۱]هپتان نامیده می شود.

مولکول دوحلقه‌ای یا بایسیکلیک (حلقه= bi ,cycle =دو) مولکولی است که دارای دو حلقه متصل به هم است. ساختارهای دوحلقه‌ای گوناگونی تاکنون شناخته شده‌است، به عنوان مثال در بسیاری از مولکول‌های مهم زیستی مانند آلفا-توجن و کافور این ساختار مشاهده می‌شود. یک ترکیب دوحلقه‌ای مانند DABCO می‌تواند کربوسیکل (همه اتم‌های حلقه از اتم کربن تشکیل شده‌است)، یا هتروسیکل (اتم‌های تشکیل دهنده حلقه‌ها حداقل از دو عنصر تشکیل شده‌اند) باشد. علاوه بر این، از دو حلقه، هر دو می‌تواند آلیفاتیک (به عنوان مثال دکالین و نوربورنان) بوده، یا آروماتیک (به عنوان مثال نفتالین) بوده، یا ترکیبی از آلیفاتیک و آروماتیک (به عنوان مثال تترالین)باشد.